# Liste des médaillés aux Jeux olympiques de 1904
Cet article liste les athlètes ayant remporté une médaille aux Jeux olympiques de 1904 à Saint-Louis (États-Unis).

## Athlétisme
| Épreuves                   | Or                                                                                          | Argent                                                                                | Bronze                    |
| -------------------------- | ------------------------------------------------------------------------------------------- | ------------------------------------------------------------------------------------- | ------------------------- |
| Hommes                     |                                                                                             |                                                                                       |                           |
| 60 m                       | Archie Hahn (USA)                                                                           | William Hogenson (USA)                                                                | Fay Moulton (USA)         |
| 100 m                      | Archie Hahn (USA)                                                                           | Nate Cartmell (USA)                                                                   | William Hogenson (USA)    |
| 200 m                      | Archie Hahn (USA)                                                                           | Nate Cartmell (USA)                                                                   | William Hogenson (USA)    |
| 400 m                      | Harry Hillman (USA)                                                                         | Frank Waller (USA)                                                                    | Herman Groman (USA)       |
| 800 m                      | Jim Lightbody (USA)                                                                         | Howard Valentine (USA)                                                                | Emil Breitkreutz (USA)    |
| 1 500 m                    | Jim Lightbody (USA)                                                                         | William Verner (USA)                                                                  | Lacey Hearn (USA)         |
| Marathon (40 km)           | Thomas Hicks (USA)                                                                          | Albert Corey (USA)                                                                    | Arthur Newton (USA)       |
| 110 m haies                | Fred Schule (USA)                                                                           | Thaddeus Shideler (USA)                                                               | Lesley Ashburner (USA)    |
| 200 m haies                | Harry Hillman (USA)                                                                         | Frank Castleman (USA)                                                                 | George Poage (USA)        |
| 400 m haies                | Harry Hillman (USA)                                                                         | Frank Waller (USA)                                                                    | George Poage (USA)        |
| 2 590 m steeple            | Jim Lightbody (USA)                                                                         | John Daly (GBR)                                                                       | Arthur Newton (USA)       |
| Cross par équipe           | États-Unis (NYAC) David Munson Arthur Newton Paul Pilgrim Howard Valentine George Underwood | Équipe mixte (CAA) Albert Corey Sidney Hatch Lacey Hearn Jim Lightbody William Verner | Non décerné               |
| Saut en hauteur            | Samuel Jones (USA)                                                                          | Garrett Serviss (USA)                                                                 | Paul Weinstein (GER)      |
| Saut à la perche           | Charles Dvorak (USA)                                                                        | LeRoy Samse (USA)                                                                     | Louis Wilkins (USA)       |
| Saut en longueur           | Meyer Prinstein (USA)                                                                       | Daniel Frank (USA)                                                                    | Robert Stangland (USA)    |
| Triple saut                | Meyer Prinstein (USA)                                                                       | Frederick Engelhardt (USA)                                                            | Robert Stangland (USA)    |
| Saut en hauteur sans élan  | Ray Ewry (USA)                                                                              | Joseph Stadler (USA)                                                                  | Lawson Robertson (USA)    |
| Saut en longueur sans élan | Ray Ewry (USA)                                                                              | Conant King (USA)                                                                     | John Biller (USA)         |
| Triple saut sans élan      | Ray Ewry (USA)                                                                              | Conant King (USA)                                                                     | Joseph Stadler (USA)      |
| Lancer du poids            | Ralph Rose (USA)                                                                            | Wesley Coe (USA)                                                                      | Lawrence Feuerbach (USA)  |
| Lancer du disque           | Martin Sheridan (USA)                                                                       | Ralph Rose (USA)                                                                      | Nikolaos Georgantas (GRE) |
| Lancer du marteau          | John Flanagan (USA)                                                                         | John DeWitt (USA)                                                                     | Ralph Rose (USA)          |
| Lancer du poids (25,4 kg)  | Étienne Desmarteau (CAN)                                                                    | John Flanagan (USA)                                                                   | James Mitchel (USA)       |
| Triathlon                  | Max Emmerich (USA)                                                                          | John Grieb (USA)                                                                      | William Merz (USA)        |
| Décathlon                  | Tom Kiely (GBR)                                                                             | Adam Gunn (USA)                                                                       | Truxton Hare (USA)        |

## Aviron
| Épreuves            | Or | Argent | Bronze                                                         |
| ------------------- | --- | --- | -------------------------------------------------------------- |
| Hommes              | | |                                                                |
| Skiff               | Frank Greer (USA) | James Juvenal (USA) | Constance Titus (USA)                                          |
| Deux de couple      | États-Unis John Mulcahy William Varley                                                                                           | États-Unis John Hoben Joseph McLoughlin                                                                                         | États-Unis Joseph Ravannack John Wells                         |
| Deux sans barreur   | États-Unis Robert Farnan Joseph Ryan                                                                                             | États-Unis John Mulcahy William Varley                                                                                          | États-Unis Joseph Buerger John Joachim                         |
| Quatre sans barreur | États-Unis George Dietz August Erker Albert Nasse Arthur Stockhoff                                                               | États-Unis Charles Aman Michael Begley Martin Formanack Frederck Suerig                                                         | États-Unis Frank Dummerth John Freitag Louis Helm Gustav Voerg |
| Huit                | États-Unis Louis Abell Charles Armstrong Frederick Cresser Joseph Dempsey John Exley James Flanagan Michael Gleason Frank Schell | Canada Arthur Bailey Phil Boyd Thomas Loudon Donald MacKenzie George Reiffenstein William Rice George Strange William Wadsworth | Non décerné                                                    |

## Boxe
| Épreuves                       | Or                    | Argent                  | Bronze                          |
| ------------------------------ | --------------------- | ----------------------- | ------------------------------- |
| Hommes                         |                       |                         |                                 |
| Poids mouches Moins de 47,6 kg | George Finnegan (USA) | Miles Burke (USA)       | Non décerné                     |
| Poids coqs Moins de 52,2 kg    | Oliver Kirk (USA)     | George Finnegan (USA)   | Non décerné                     |
| Poids plumes Moins de 56,7 kg  | Oliver Kirk (USA)     | Frank Haller (USA)      | Fred Gilmore (USA)              |
| Poids légers Moins de 61,2 kg  | Harry Spanjer (USA)   | Jack Egan (USA)         | Russell Van Horn (USA)          |
| Poids welters Moins de 65,8 kg | Albert Young (USA)    | Harry Spanjer (USA)     | Jack Egan (USA) Joe Lydon (USA) |
| Poids moyens Moins de 71,7 kg  | Charles Mayer (USA)   | Benjamin Spradley (USA) | Non décerné                     |
| Poids lourds Plus de 71,7 kg   | Samuel Berger (USA)   | Charles Mayer (USA)     | William Michaels (USA)          |

## Crosse
| Épreuves         | Or | Argent | Bronze |
| ---------------- | --- | --- | --- |
| Hommes           | | | |
| Tournoi masculin | Canada (SLS) Eli Blanchard William Brennaugh George Bretz William Burns George Cattanach George Cloutier Sandy Cowan Jack Flett Benjamin Jamieson Stuart Laidlaw Hilliard Lyle Lawrence Pentland | États-Unis (SLAAA) J. W. Dowling W. R. Gibson Patrick Grogan Tom Hunter Albert Lehman W. A. Murphy William Partridge George Passmore William T. Passmore W. J. Ross Jack Sullivan A. H. Venn A. M. Woods | Canada (MI) Man Afraid Soap Black Eagle Snake Eater Rain in Face Black Hawk Night Hawk Flat Iron Red Jacket Lightfoot Half Moon Spotted Tail Almighty Voice |

## Cyclisme
| Épreuves                                | Or                   | Argent                 | Bronze                 |
| --------------------------------------- | -------------------- | ---------------------- | ---------------------- |
| Hommes                                  |                      |                        |                        |
| 1/4 mile                                | Marcus Hurley (USA)  | Burton Downing (USA)   | Edwin Billington (USA) |
| 1/3 mile                                | Marcus Hurley (USA)  | Burton Downing (USA)   | Edwin Billington (USA) |
| 1/2 mile                                | Marcus Hurley (USA)  | Edwin Billington (USA) | Burton Downing (USA)   |
| Course du mile (1 609,3 m)              | Marcus Hurley (USA)  | Burton Downing (USA)   | Edwin Billington (USA) |
| Course des deux miles (3,218 km)        | Burton Downing (USA) | Oscar Goerke (USA)     | Marcus Hurley (USA)    |
| Course des cinq miles (8,046 km)        | Charles Schlee (USA) | George Wiley (USA)     | Arthur Andrews (USA)   |
| Course des vingt-cinq miles (40,232 km) | Burton Downing (USA) | Arthur Andrews (USA)   | George Wiley (USA)     |

## Escrime
| Épreuves           | Or                                                         | Argent                                                | Bronze                      |
| ------------------ | ---------------------------------------------------------- | ----------------------------------------------------- | --------------------------- |
| Hommes             |                                                            |                                                       |                             |
| Fleuret individuel | Ramón Fonst (CUB)                                          | Albertson Van Zo Post (CUB)                           | Charles Tatham (CUB)        |
| Fleuret par équipe | Équipe mixte Manuel Díaz Ramón Fonst Albertson Van Zo Post | États-Unis Arthur Fox Charles Tatham Charles Townsend | Non décerné                 |
| Épée individuel    | Ramón Fonst (CUB)                                          | Charles Tatham (CUB)                                  | Albertson Van Zo Post (CUB) |
| Sabre individuel   | Manuel Díaz (CUB)                                          | William Grebe (USA)                                   | Albertson Van Zo Post (CUB) |
| Bâton individuel   | Albertson Van Zo Post (CUB)                                | William Scott O'Connor (USA)                          | William Grebe (USA)         |

## Football
| Épreuves         | Or | Argent | Bronze |
| ---------------- | --- | --- | --- |
| Hommes           | | | |
| Tournoi masculin | Galt FC (CAN) Ernest Linton Otto Christman George Ducker John Fraser John Gourlay Alexander Hall Albert Henderson Albert Johnson Robert Lane Gordon McDonald Frederick Steep Tom Taylor William Twaits Parnell Gourlay | Christian Brothers College (USA) Charles Bartliff Warren Brittingham Oscar Brockmeyer Alexander Cudmore Charles January John January Thomas January Raymond Lawlor Joe Lydon Louis Menges Peter Ratican | St. Rose Parish (USA) Joseph Brady George Cooke Thomas Cooke Cormic Cosgrove Edward Dierkes Martin Dooling Frank Frost Claude Jameson Henry Jameson Johnson Leo O'Connell Harry Tate |

## Golf
| Épreuves   | Or | Argent | Bronze |
| ---------- | --- | --- | --- |
| Hommes     | | | |
| Individuel | George Lyon (CAN) | Chandler Egan (USA) | Burt McKinnie (USA) Francis Newton (USA) |
| Par équipe | États-Unis (WGA) Edward Cummins Kenneth Edwards Chandler Egan Walter Egan Robert Hunter Nathaniel Moore Mason Phelps Daniel Sawyer Clement Smoot Warren Wood | États-Unis (TMGA) John Cady Albert Lambert John Maxwell Burt McKinnie Ralph McKittrick Francis Newton Henry Potter Frederick Semple Stuart Stickney William Stickney | États-Unis (USGA) Douglass Cadwallader Jesse Carleton Harold Fraser Arthur Hussey Orus Jones Allen Lard George Oliver Simeon Price John Rahm Harold Weber |

## Gymnastique
| Épreuves                     | Or                                                                                         | Argent                                                                                             | Bronze                                                                                               |
| ---------------------------- | ------------------------------------------------------------------------------------------ | -------------------------------------------------------------------------------------------------- | --- |
| Hommes                       |                                                                                            | | |
| Par équipe                   | États-Unis (PT) John Grieb Anton Heida Max Heß Philip Kassel Julius Lenhart Ernst Reckeweg | États-Unis (NYT) Emil Beyer John Bissinger Arthur Rosenkampff Julian Schmitz Otto Steffen Max Wolf | États-Unis (CTC) John Duha Charles Krause George Mayer Robert Maysack Philip Schuster Edward Siegler |
| Concours multiple individuel | Julius Lenhart (USA)                                                                       | Wilhelm Weber (GER)                                                                                | Adolf Spinnler (SUI)                                                                                 |
| Concours complet             | Anton Heida (USA)                                                                          | George Eyser (USA)                                                                                 | William Merz (USA)                                                                                   |
| Anneaux                      | Herman Glass (USA)                                                                         | William Merz (USA)                                                                                 | Emil Voigt (USA)                                                                                     |
| Barre fixe                   | Anton Heida (USA) Edward Hennig (USA)                                                      | -                                                                                                  | George Eyser (USA)                                                                                   |
| Barre parallèles             | George Eyser (USA)                                                                         | Anton Heida (USA)                                                                                  | John Duha (USA)                                                                                      |
| Cheval d'arçons              | Anton Heida (USA)                                                                          | George Eyser (USA)                                                                                 | William Merz (USA)                                                                                   |
| Combiné (3 épreuves)         | Adolf Spinnler (SUI)                                                                       | Julius Lenhart (USA)                                                                               | Wilhelm Weber (GER)                                                                                  |
| Corde lisse                  | George Eyser (USA)                                                                         | Charles Krause (USA)                                                                               | Emil Voigt (USA)                                                                                     |
| Exercices aux massues        | Edward Hennig (USA)                                                                        | Emil Voigt (USA)                                                                                   | Ralph Wilson (USA)                                                                                   |
| Saut de cheval               | George Eyser (USA) Anton Heida (USA)                                                       | -                                                                                                  | William Merz (USA)                                                                                   |

## Haltérophilie
| Épreuves                | Or                       | Argent                   | Bronze              |
| ----------------------- | ------------------------ | ------------------------ | ------------------- |
| Hommes                  |                          |                          |                     |
| Poids lourd à un bras   | Oscar Paul Osthoff (USA) | Frederik Winters (USA)   | Frank Kungler (USA) |
| Poids lourd à deux bras | Perikles Kakousis (GRE)  | Oscar Paul Osthoff (USA) | Frank Kungler (USA) |

## Lutte
| Épreuves                          | Or                      | Argent                | Bronze                           |
| --------------------------------- | ----------------------- | --------------------- | -------------------------------- |
| Hommes                            |                         |                       |                                  |
| Poids mi-mouches Moins de 47,6 kg | Robert Curry (USA)      | John Hein (USA)       | Gustav Thiefenthaler (USA)       |
| Poids mouches Moins de 52,2 kg    | George Mehnert (USA)    | Gustave Bauer (USA)   | William Nelson (USA)             |
| Poids coqs Moins de 56,7 kg       | Isidor Niflot (USA)     | August Wester (USA)   | Z. B. Strebler (USA)             |
| Poids plumes Moins de 61,2 kg     | Benjamin Bradshaw (USA) | Theodore McLear (USA) | Charles Clapper (USA)            |
| Poids légers Moins de 65,8 kg     | Otto Roehm (USA)        | R. Tesing (USA)       | Albert Zirkel (USA)              |
| Poids mi-moyens Moins de 71,7 kg  | Charles Ericksen (USA)  | William Beckman (USA) | Jerry Winholtz (USA)             |
| Poids lourds Plus de 71,7 kg      | Bernhoff Hansen (USA)   | Frank Kungler (USA)   | Frederick Charles Warmbold (USA) |

## Natation
| Épreuves                       | Or                                                                     | Argent                                                               | Bronze                                                                      |
| ------------------------------ | ---------------------------------------------------------------------- | -------------------------------------------------------------------- | --------------------------------------------------------------------------- |
| Hommes                         |                                                                        |                                                                      |                                                                             |
| 50 yards nage libre            | Zoltán von Halmay (HUN)                                                | Scott Leary (USA)                                                    | Charles Daniels (USA)                                                       |
| 100 yards nage libre           | Zoltán von Halmay (HUN)                                                | Charles Daniels (USA)                                                | Scott Leary (USA)                                                           |
| 220 yards nage libre           | Charles Daniels (USA)                                                  | Francis Gailey (AUS)                                                 | Emil Rausch (GER)                                                           |
| 440 yards nage libre           | Charles Daniels (USA)                                                  | Francis Gailey (AUS)                                                 | Otto Wahle (AUT)                                                            |
| 880 yards nage libre           | Emil Rausch (GER)                                                      | Francis Gailey (AUS)                                                 | Géza Kiss (HUN)                                                             |
| 1 mile nage libre              | Emil Rausch (GER)                                                      | Géza Kiss (HUN)                                                      | Francis Gailey (AUS)                                                        |
| 100 yards dos                  | Walter Brack (GER)                                                     | Georg Hoffmann (GER)                                                 | Georg Zacharias (GER)                                                       |
| 440 yards brasse               | Georg Zacharias (GER)                                                  | Walter Brack (GER)                                                   | Jamison Handy (USA)                                                         |
| Relais 4 × 50 yards nage libre | États-Unis (NYAC) Charles Daniels Leo Goodwin Lou Handley Joseph Ruddy | États-Unis (CAA) Hugo Goetz David Hammond Raymond Thorne Bill Tuttle | États-Unis (MAC) Gwynne Evans Bill Orthwein Amedee Reyburn Marquard Schwarz |

## Plongeon
| Épreuves   | Or                   | Argent               | Bronze                                        |
| ---------- | -------------------- | -------------------- | --------------------------------------------- |
| Hommes     |                      |                      |                                               |
| Plateforme | George Sheldon (USA) | Georg Hoffmann (GER) | Alfred Braunschweiger (GER) Frank Kehoe (USA) |
| Plateforme | William Dickey (USA) | Edgar Adams (USA)    | Leo Goodwin (USA)                             |

## Roque
| Épreuves   | Or                    | Argent               | Bronze              |
| ---------- | --------------------- | -------------------- | ------------------- |
| Hommes     |                       |                      |                     |
| Plateforme | Charles Jacobus (USA) | Smith Streeter (USA) | Charles Brown (USA) |

## Tennis
| Épreuves         | Or                                    | Argent                                | Bronze                                                                   |
| ---------------- | ------------------------------------- | ------------------------------------- | ------------------------------------------------------------------------ |
| Hommes           |                                       |                                       |                                                                          |
| Simple messieurs | Beals Wright (USA)                    | Robert LeRoy (USA)                    | Alphonzo Bell (USA) Edgar Leonard (USA)                                  |
| Double messieurs | États-Unis Edgar Leonard Beals Wright | États-Unis Alphonzo Bell Robert LeRoy | États-Unis Clarence Gamble Arthur Wear États-Unis Joseph Wear Allen West |

## Tir à l'arc
| Épreuves               | Or                                                                           | Argent                                                                        | Bronze                                                                                   |
| ---------------------- | ---------------------------------------------------------------------------- | ----------------------------------------------------------------------------- | ---------------------------------------------------------------------------------------- |
| Hommes                 |                                                                              |                                                                               |                                                                                          |
| Double york round      | George Bryant (USA)                                                          | Robert Williams (USA)                                                         | William Thompson (USA)                                                                   |
| Double américain round | George Bryant (USA)                                                          | Robert Williams (USA)                                                         | William Thompson (USA)                                                                   |
| Par équipe             | États-Unis (PAW) Louis Maxson Galen Spencer William Thompson Robert Williams | États-Unis (CAC) William Clark Samuel Duvall Charles Hubbard Charles Woodruff | États-Unis (BAA) George Bryant Wallace Bryant Cyrus Edwin Dallin Henry Barber Richardson |
| Femmes                 |                                                                              |                                                                               |                                                                                          |
| Double national round  | Matilda Howell (USA)                                                         | Emma Cooke (USA)                                                              | Eliza Pollock (USA)                                                                      |
| Double columbia round  | Matilda Howell (USA)                                                         | Emma Cooke (USA)                                                              | Eliza Pollock (USA)                                                                      |
| Par équipe             | États-Unis (CAC) Matilda Howell Eliza Pollock Leonie Taylor Emily Woodruff   | États-Unis (PAW) Emma Cooke Mabel Taylor                                      | Non décerné                                                                              |

## Tir à la corde
| Épreuves          | Or                                                                                          | Argent                                                                                     | Bronze                                                                                      |
| ----------------- | ------------------------------------------------------------------------------------------- | ------------------------------------------------------------------------------------------ | ------------------------------------------------------------------------------------------- |
| Hommes            |                                                                                             |                                                                                            |                                                                                             |
| Épreuve masculine | États-Unis (MAC) Patrick Flanagan Sidney Johnson Conrad Magnusson Oscar Olson Henry Seiling | États-Unis (SLST 1) Max Braun August Rodenberger Charles Rose William Seiling Orrin Upshaw | États-Unis (SLST 2) Oscar Frihde Charles Habercorn Harry Jacobs Frank Kungler Charles Thias |

## Water-polo
| Épreuves         | Or | Argent | Bronze |
| ---------------- | --- | --- | --- |
| Hommes           | | | |
| Tournoi masculin | États-Unis (NYAC) David Bratton Leo Goodwin Lou Handley David Hesser Joe Ruddy James Steen George Van Cleaf | États-Unis (CAA) Rex Beach David Hammond Charles Healy Frank Kehoe Jerome Steever Edwin Swatek Bill Tuttle | États-Unis (MAC) Gwynne Evans Augustus Goessling John Meyers Bill Orthwein Amedee Reyburn Fred Schreiner Manfred Toeppen |

## Athlètes les plus médaillés
| Athlète               | Pays                    | Sport       | Médaille d'or, Jeux olympiques | Médaille d'argent, Jeux olympiques | Médaille de bronze, Jeux olympiques | Total |
| Anton Heida           | États-Unis              | Gymnastique | 5                              | 1                                  | 0                                   | 6     |
| Marcus Hurley         | États-Unis              | Cyclisme    | 4                              | 0                                  | 1                                   | 5     |
| George Eyser          | États-Unis              | Gymnastique | 3                              | 2                                  | 1                                   | 6     |
| Charles Daniels       | États-Unis              | Natation    | 3                              | 1                                  | 1                                   | 5     |
| Jim Lightbody         | Équipe mixte États-Unis | Athlétisme  | 3                              | 1                                  | 0                                   | 4     |
| Ray Ewry              | États-Unis              | Athlétisme  | 3                              | 0                                  | 0                                   | 3     |
| Ramón Fonst           | Cuba Équipe mixte       | Escrime     | 3                              | 0                                  | 0                                   | 3     |
| Archie Hahn           | États-Unis              | Athlétisme  | 3                              | 0                                  | 0                                   | 3     |
| Harry Hillman         | États-Unis              | Athlétisme  | 3                              | 0                                  | 0                                   | 3     |
| Matilda Howell        | États-Unis              | Tir à l'arc | 3                              | 0                                  | 0                                   | 6     |
| Burton Downing        | États-Unis              | Cyclisme    | 2                              | 3                                  | 1                                   | 6     |
| Albertson Van Zo Post | Cuba Équipe mixte       | Escrime     | 2                              | 1                                  | 2                                   | 5     |
| George Bryant         | États-Unis              | Tir à l'arc | 2                              | 0                                  | 1                                   | 3     |
| Emil Rausch           | Allemagne               | Natation    | 2                              | 0                                  | 1                                   | 3     |
| Robert Williams       | États-Unis              | Tir à l'arc | 1                              | 2                                  | 0                                   | 3     |
| Ralph Rose            | États-Unis              | Athlétisme  | 1                              | 1                                  | 1                                   | 3     |
| Arthur Newton         | États-Unis              | Athlétisme  | 1                              | 0                                  | 2                                   | 3     |
| Eliza Pollock         | États-Unis              | Tir à l'arc | 1                              | 0                                  | 2                                   | 3     |
| William Thompson      | États-Unis              | Tir à l'arc | 1                              | 0                                  | 2                                   | 3     |
| Francis Gailey        | Australie               | Natation    | 0                              | 3                                  | 1                                   | 4     |
| Emma Cooke            | États-Unis              | Tir à l'arc | 0                              | 3                                  | 0                                   | 3     |
| Charles Tatham        | États-Unis              | Escrime     | 0                              | 2                                  | 1                                   | 3     |
| Edwin Billington      | États-Unis              | Cyclisme    | 0                              | 1                                  | 3                                   | 4     |
| William Merz          | États-Unis              | Gymnastique | 0                              | 1                                  | 3                                   | 4     |
| William Hogenson      | États-Unis              | Athlétisme  | 0                              | 1                                  | 2                                   | 3     |
| Emil Voigt            | États-Unis              | Gymnastique | 0                              | 1                                  | 2                                   | 3     |